# Acanthos của Sparta
Acanthos người Lacedaemonia (tiếng Hy Lạp cổ: Ἄκανθος), là người chiến thắng trong hai cuộc thi đi bộ, diaulos (δίαυλος) và dolichos (δόλιχος), tại thế vận hội năm 720 TCN. Theo một số ghi chép, ông cũng là người đầu tiên chạy khỏa thân trong những cuộc thi đấu này. Các nguồn khác quy điều này cho Orsippos người Megara. Thucydides nói rằng những người Lacedaemonia được cho là những người đầu tiên khỏa thân trong các cuộc thi đấu thể dục, mặc dù vậy ông đề cập tới tên của Acanthos.